# Huberantha jenkinsii
Quần đầu jenkins (danh pháp khoa học: Huberantha jenkensii) là loài thực vật có hoa thuộc họ Na. Loài này được Joseph Dalton Hooker & Thomas Thomson miêu tả khoa học đầu tiên năm 1855 dưới danh pháp Guatteria jenkinsii. Năm 1872 các tác giả chuyển nó sang chi Polyalthia. Năm 2015, Tanawat Chaowasku et al. chuyển nó sang chi Huberantha.